# 云南腺萼木
云南腺萼木（学名：Mycetia yunnanica），为茜草科腺萼木属下的一个种。